# (37229) 2000 WJ146
2000 WJ146 (asteroide 37229) é um asteroide da cintura principal. Possui uma excentricidade de 0.05944240 e uma inclinação de 15.08061º.
Este asteroide foi descoberto no dia 23 de novembro de 2000 por NEAT em Haleakala.